# Importantia Publishing
Importantia Publishing is een uitgeverij die gespecialiseerd is in theologie en historische geografie. Binnen de theologie publiceert Importantia hoofdzakelijk boeken rond bijbelwetenschappen en exegese. 
Importantia Publishing is ontstaan in 1992. Aanvankelijk was de naam Importantia, hetgeen Latijn is voor belangrijke zaken.
Importantia Publishing hield zich aanvankelijk bezig met de ontwikkeling van het bijbelsoftwareprogramma Online Bijbel en het beschikbaar maken van nieuwe titels voor dit programma. Omdat er gewerkt werd met software die gebaseerd is op software van Canadese afkomst werden naslagwerken ontwikkeld die nog niet eerder in het het Nederlandse taalgebied gepubliceerd waren. 
In 1998 werden de eerste stappen gezet bij het omzetten van elektronische inhoud naar folio-uitgaven. 